# Meios de pagamento
Em sentido restrito, os meios de pagamento correspondem ao total de moeda em poder do público e os depósitos à vista nos bancos comerciais. 
Em uma economia em que a produção e a distribuição da produção são realizadas através de um mecanismo de mercado, a comercialização das Mercadorias e dos fatores de produção exige a existência de um denominador comum entre unidades de produtos diferentes. Ao considerar as características e funções do meios de troca do excedente de sua própria produção, pelas mercadorias produzidas por outras pessoas, além da combinação mútua e complementar das necessidades, chega-se ao conceito de liquidez, que é a velocidade e facilidade com a qual um ativo pode ser convertido em valor. É a partir da liquidez dos ativos que são definidos os agregados monetários. 
Ao vivermos em sociedades complexas com especialidades diferentes em produção (e consumo) de bens e serviços - uns plantam, outros criam animais, etc - precisamos de um marcador de valor que, por sua vez, é utilizado como instrumento de troca que representa o respectivo valor por um determinado produto/serviço. Esse marcador de valor é atribuído à moeda (dinheiro), que circula entre as trocas, criando assim os meios de pagamento.

## Agregados monetários
Meios de Pagamento Restritos:
M1 = papel moeda em poder do público + depósitos à vista
Meios de Pagamento Ampliados:
M2 = M1 + depósitos especiais remunerados + depósitos de poupança + títulos emitidos por instituições depositárias;
M3 = M2 + quotas de fundos de renda fixa + operações compromissadas registradas no Selic
Poupança financeira:
M4 = M3 + títulos públicos de alta liquidez

## Sistemas emissores
- M1: Consolidado monetário → passivo monetário restrito do Banco Central e passivo monetário ampliado das instituições depositárias e fundos de renda fixa;

- M2: Consolidado bancário menos fundos de renda fixa → passivo monetário restrito do Banco Central e passivo monetário ampliado emitidos primariamente pelas instituições depositárias;

- M3: Consolidado bancário → passivo monetário restrito do Banco Central e bancos criadores de moeda escritural; passivo monetário restrito do Banco Central e passivo monetário ampliado das instituições depositárias e fundos de renda fixa;

- M4: Consolidado bancário mais governos → passivo monetário ampliado do Banco Central, instituições depositárias, fundos de renda fixa e tesouros nacional, estaduais e municipais.

## Agentes monetários
- Casa da Moeda do Brasil - Produz o Papel-moeda e a moedas de metal;
- Banco Central do Brasil - Ordena a produção e emite a moeda após a produção;
- Rede Bancária - Saca junto ao Banco Central e distribui para o público.
- Público Comum - Empresas e indivíduos que sacam dinheiro na rede bancária e o fazem circular por meio das transações que realizam na economia.